# ツマグロヨコバイ
ツマグロヨコバイ（端黒横這、学名：Nephotettix cincticeps）は、カメムシ目（半翅目）ヨコバイ科に分類される昆虫の1種。黄緑色の小さな昆虫で、イネの害虫として知られている。

## 形態
成虫の体長は4 - 6mmほどで、体は上下に平たい紡錘形をしている。胸部が一番幅広く、それ以降は長い羽に沿って後方へと狭まる。全身が黄緑色をしているが、オス成虫では前翅の先端1/3ほどが黒くなっており、和名はここに由来する。メス成虫の翅の先端は黒くなく、かすかに褐色になる程度である。
刺激を受けるとよく跳躍し、そのまま飛び去る。幼虫もよく跳ねる。動くときは小刻みにちょこちょこ、と動いては止まり、といった挙動をする。
日本では本州（主に岩手県以南）から九州に分布し、日本以外では台湾にも分布する。成虫が見られるのは初夏から秋にかけてで、この間に数回発生する。

## 習性
昼間には田のイネや他のイネ科雑草の葉の上に止まっているのを見ることができ、夜には灯火にも飛来する。ヨコバイの仲間では最もよく見かける種類の1つである。交尾を終えたメスはイネ科植物の茎に産卵管を差しこんで産卵し、幼虫もイネ科植物の葉の上で見られる。

## 利害
幼虫・成虫ともイネの茎などに口吻を差しこんで汁を吸う他、萎縮病・黄萎病などイネの伝染病を媒介するので害虫として扱われる。ただし、1970年代以降は以前ほど病原体の保有率が高くなくなったので、害虫としての有害性ははるかに低くなったとの意見も聞かれる。
また、夜間に明かりに集まったとき、人の肌を口吻で刺すことがある。それほど痛むものではないが、嫌われる。

## 近縁種・類似種
同属の近縁種としてはクロスジツマグロヨコバイ N. nigropictus やタイワンツマグロヨコバイ N. virescens が南日本以南に知られる。いずれもツマグロヨコバイに似て、余分に斑紋がある。
別属のイナズマヨコバイ Recilia dorsalis Motsuchulsky, 1859 は、成虫が体長3mm-4.5mmほどで、ツマグロヨコバイよりわずかに小さい。体は淡黄色だが、前翅には和名どおり褐色のM字型をした「稲妻」模様が縦に走っている。東南アジアに広く分布し、日本でも本州以南に分布する。
夜間に明かりに集まる場合には、オオヨコバイ科のオオヨコバイ Cicadella viridis が混じることが多い。やや大きいが見掛けは良く似ている。